# Верхние Отрожки
Ве́рхние Отро́жки (до 1948 года Ве́рхний Ала́ч; укр. Верхні Отрожки, крымскотат. Yuqarı Alaç, Юкъары Алач) — исчезнувшее село в Джанкойском районе Республики Крым, располагавшееся на востоке района, примерно в 0,7 километра к югу от современного села Нижние Отрожки.

## История
Имели ли отношение немецкий меннонитский хутор Алач, впервые упомянутый в «…Памятной книжке Таврической губернии на 1900 год» и артель Алач из переписи 1926 года, отношение к будущему селу
Верхний Алач, или только к Нижнему — пока неизвестно., при этом на карте Крымского Статистического Управления 1922 года на месте Верхних Отрожков обозначен просто Алач с более чем десятком дворов.
Постановлением Президиума КрымЦИКа «Об образовании новой административной территориальной сети Крымской АССР» от 26 января 1935 года был создан Колайский район (указом Президиума Верховного Совета РСФСР от 14 декабря 1944 года переименованный в Азовский) и Алач переподчинили новому району. На километровке Крыма 1941 года оба селения подписаны, как Алач, и лишь на карте 1942 года появляется вариант Алач Верхний.
После освобождения Крыма от фашистов в апреле, согласно Постановлению ГКО № 5859 от 11 мая 1944 года, 18 мая крымские татары были депортированы в Среднюю Азию. 12 августа 1944 года было принято постановление № ГОКО-6372с «О переселении колхозников в районы Крыма» и в сентябре 1944 года в район приехали первые новоселы (162 семьи) из Житомирской области, а в начале 1950-х годов последовала вторая волна переселенцев из различных областей Украины. С 25 июня 1946 года Нижний Алач в составе Крымской области РСФСР.
Указом Президиума Верховного Совета РСФСР от 18 мая 1948 года, Нижний Алач переименовали в Нижние Отрожки. 26 апреля 1954 года Крымская область была передана из состава РСФСР в состав УССР. На 15 июня 1960 года Нижние Отрожки в составе Просторненского сельсовета. Указом Президиума Верховного Совета УССР «Об укрупнении сельских районов Крымской области», от 30 декабря 1962 года Азовский район был упразднён и село присоединили к Джанкойскому. Упразднено до 1 января 1968 года, как село Просторненского сельсовета.